# Batis molitor
La batis molitor (Batis molitor) és un ocell de la família dels platistèirids (Platysteiridae).

## Hàbitat i distribució
Habita els boscos de Brachystegia i acàcies del sud de Gabon, República del Congo, sud-oest, sud, est i sud-est de la República Democràtica del Congo, oest i sud d'Uganda, Ruanda, Burundi, extrem est de Sudan del Sud, Kenya, Tanzània, Zàmbia, Malawi, nord de Namíbia, Angola, Botswana (fora del sud-oest), Zimbabwe, Moçambic i l'est de Sud-àfrica, al Transvaal, Swazilàndia, nord de l'Estat Lliure d'Orange, Natal i est de la Província del Cap.